# 習志野調理師専門学校
習志野調理師専門学校（ならしのちょうりしせんもんがっこう）とは、千葉県習志野市津田沼にある調理師や製菓衛生師科を養成している専修学校。厚生労働大臣指定校　学校法人植田学園によって設置されている。

## 取得可能資格・取得目標資格
- - 調理師免許
  - 製菓衛生師資格
  - 専門調理師学科試験
  - NPO日本食育インストラクター協会認定 食育インストラクター

## 設置学科

### 昼間部
- 調理師科
- 製菓衛生師科

### 夜間部
- 調理師科

## 沿革
- 1967年 学校法人認可
- 1968年 習志野調理師学校開校
- 1981年 専修学校認定により習志野調理師専門学校に校名変更
- 1999年 製菓衛生師科を設置
- 2002年 本校舎を新築
- 2007年 講堂を新築

## 交通
- 京成 京成津田沼駅より徒歩1分。
- 東日本旅客鉄道（JR東日本）総武本線 津田沼駅より徒歩10分。